# Unanimidade

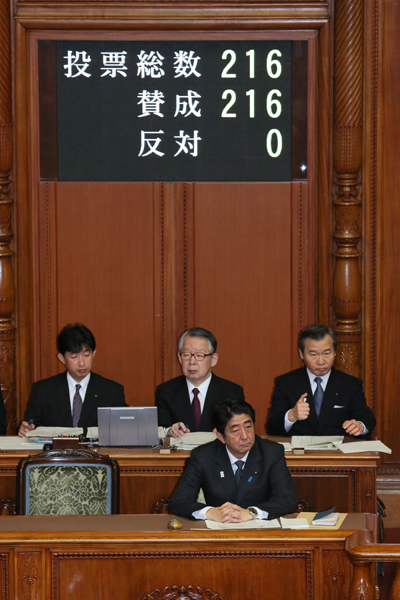
Imagem mostra a contagem de votos onde há unanimidade de todos os 216 políticos presente.

Unanimidade (do latim unanimitate) é a completa concordância por todos. Quando unânimes, todos estão imbuídos do mesmo espírito e agem conjuntamente como um todo indiferenciado. Muitos grupos consideram decisões unânimes um sinal de concordância, solidariedade e unidade. Decisões unânimes ou aparentemente unânimes também têm desvantagens, pois podem ser sintomas de viés sistêmico, de um processo viciado (com agendas ocultas ou que muda dependendo de quem aparece para discutir), de um clima de medo de se expressar, de falta de criatividade do grupo para propor alternativas ou mesmo de falta de coragem de seguir em frente por uma linha que pode levar a uma solução extrema que não atinja o consenso unânime. Como a unanimidade se alcança quando um grupo aparentemente consente com uma decisão, ela esconde desentendimentos ainda não resolvidos, potenciais melhorias ainda possíveis ou até mesmo ideias diferentes ainda não discutidas, mas tem a vantagem de encerrar o debate e seguir para a fase de implementação

## Unanimidade legal
No âmbito dos tribunais de júri, o sistema federal e o de muitos estados nos EUA exigem que os veredictos sejam unânimes.